# Кардиоида
В геометрията кардиоида е равнинна алгебрична крива от четвърта степен, вид епициклоида с единствена рогова точка.
Кардиоидата е крива, която се получава като геометричното място на фиксирана точка от окръжност с радиус a, която се търкаля по външната страна на друга окръжност със същия радиус. Кардиоидата също така е специален вид охлюв на Паскал – с една рогова точка, която се получава, когато съотношението на радиусите на двете окръжности е 1. По трети начин тази крива може да се дефинира и като обратна трансформация на парабола.
Името на кардиоидата идва от гръцки: καρδια „сърце“ + ειδος „форма“. Откриването на кривата се приписва на холандския математик Кьорсма в края на XVII век, а названието е въведено от италианеца Джовани Франческо Кастилион през 1741 г. в статията му „De curva cardioïde“.
Кардиоидата е позната и от фракталните изображения. Първият и най-голям елемент в множеството на Манделброт e тъкмо кардиоида.

## Уравнения
- Уравнение в декартови координати:

{\displaystyle (x^{2}+y^{2}-2ax)^{2}=4a^{2}(x^{2}+y^{2})}
- Уравнение в полярни координати:

{\displaystyle r(\varphi )=2a(1+cos\varphi )}
- Параметрични уравнения:

{\displaystyle {\begin{cases}x(\varphi )=a\cos \varphi (1-\cos \varphi )\\y(\varphi )=a\sin \varphi (1-\cos \varphi )\end{cases}}}
- Дължина на кардиоидата:

{\displaystyle L=16a}
- Лице на повърхнината на заградената от кардиоидата област:

{\displaystyle S={3 \over 2}\pi a^{2}}.